# Ахвахський район
Ахва́хський район (рос. Ахвахский район, ав. Гӏахьвахъ мухъ) — район у західній частині Дагестану Російської Федерації. Адміністративний центр — село Карата.

## Географія
Район розташований у центрально-західній частині республіки, є гірським районом. Межує на півночі з Ботліхським, на сході з Хунзахським, на заході з Цумадинським та на південному сході з Шамільським районами. Загальна площа району становить 291,09 км², з яких ліс займає 21,27 км².

## Історія
Ахвахський район був утворений 1933 року із частини ліквідованого Андійського округу.

## Населення
Населення району становить 22603 особи (2013; 22198 в 2012, 22096 в 2011, 22014 в 2010, 21592 в 2009, 20373 в 2002).
Національний склад населення:
| Народність  | Чисельність (2002) | %     | Чисельність (2010) | %     |
| ----------- | ------------------ | ----- | ------------------ | ----- |
| Аварці      | 20 329             | 99,78 | 21 876             | 99,37 |
| **Аварці    | 9 022              | 44,28 | 10 474             | 47,58 |
| **Ахвахці   | 6 132              | 30,10 | 6 809              | 30,93 |
| **Каратинці | 5 174              | 25,40 | 4 593              | 20,86 |
| Інші        | 44                 | 0,22  | 138                | 0,62  |

## Адміністративний поділ
Район адміністративно поділяється на 13 сільських поселень, які об'єднують 25 сільських населених пунктів. 5 населених пункти знаходяться за межами району: Індіра та Андуз на території Бабаюртівського району, Інхело, Харіб та Ціяб-Цолода на території Хасавюртівського району.
| Поселення                        | Площа, км² | Населення, осіб (2008) | Населення, осіб (2010) | Центр         | Населені пункти |
| -------------------------------- | ---------- | ---------------------- | ---------------------- | ------------- | --------------- |
| Анчицька сільська рада           | -          | 1505                   | 1603                   | Анчик         | 4               |
| Арчинська сільська рада          | -          | 352                    | 347                    | Арчо          | 1               |
| Верхньоінхелинська сільська рада | -          | 1645                   | 1617                   | Верхнє Інхело | 4               |
| Ізанинська сільська рада         | -          | 1250                   | 1212                   | Ізано         | 1               |
| Інгердахська сільська рада       | -          | 1600                   | 1537                   | Інгердах      | 2               |
| Каратинська сільська арада       | -          | 4243                   | 4320                   | Карата        | 2               |
| Кудіябросинська сільська рада    | -          | 2260                   | 2233                   | Кудіябросо    | 1               |
| Лологонітлинська сільська рада   | -          | 1320                   | 1457                   | Лологонітль   | 1               |
| Местерухська сільська рада       | -          | 1045                   | 1012                   | Местерух      | 1               |
| Тад-Магітлинська сільська рада   | -          | 2258                   | 2236                   | Тад-Магітль   | 3               |
| Тлібішинська сільська рада       | -          | 1123                   | 1152                   | Тлібішо       | 2               |
| Тукітинська сільська рада        | -          | 685                    | 763                    | Тукіта        | 1               |
| Цолодинська сільська рада        | -          | 2418                   | 2525                   | Цолода        | 2               |

### Найбільші населені пункти
| №  | Населений пункт | Населення, осіб (2008) |
| -- | --------------- | ---------------------- |
| 1  | Карата          | 4 118                  |
| 2  | Кудіябросо      | 2 260                  |
| 3  | Ціяб-Цолода     | 1 820                  |
| 4  | Тад-Магітль     | 1 338                  |
| 5  | Лологонітль     | 1 320                  |
| 6  | Ізано           | 1 250                  |
| 7  | Інгердах        | 1 070                  |
| 8  | Местерух        | 1 045                  |
| 9  | Інхело          | 886                    |
| 10 | Анчик           | 836                    |

## Господарство
Район сільськогосподарський, розвитку набуло тваринництво, особливо вівчарство. Скотарство займається розведенням великої рогатої худоби (22,9 тис. голів) та кіз (115,7 тис. голів). Площа угідь становить 233 км², працює 14 колективних та 204 фермерських господарства.

## Туризм
В Ахвахському районі знаходиться 301 пам'ятка регіонального значення:
- пам'ятки історії — 45
- пам'ятки архітектури — 128
- пам'ятки археології — 108
- пам'ятки мистецтва — 20

## Персоналії
У районі народились:
- Магомед-Загід Абдулманапов (1924–1944) — Герой Радянського Союзу;
- Магомедхан Гамзатханов — дворазовий чемпіон світу з боїв без правил, відомий у споривному світі за прізвиськом «Вовк-хан»;
- Загалав Абдулбеков — олімпійський чемпіон світу з вільної боротьби.